# Rio Fâncica
O Rio Fâncica é um rio da Romênia, afluente do Barcău, localizado no distrito de Bihor.